# Bibliothèque commémorative Sterling
Ne doit pas être confondu avec Édifice Sterling pour le droit.
Pour les articles homonymes, voir Sterling.
La bibliothèque commémorative Sterling est le principal bâtiment de la bibliothèque de l'Université Yale à New Haven, dans le Connecticut. Ouvert en 1931, le bâtiment de style néo-gothique a été conçu par James Gamble Rogers (en) comme pièce maîtresse du campus de Yale. Il est richement décoré, avec de nombreuses sculptures et peintures ainsi que des centaines de vitraux créés par G. Owen Bonawit (en). En plus de cinq grandes salles de lecture, une bibliothèque de musique et une cour au rez-de-chaussée, la tour de la bibliothèque dispose de seize niveaux de livres contenant plus de 4 millions de volumes. Il est relié à la
bibliothèque Bass qui contient 150 000 volumes supplémentaires via un passage souterrain.

## Historique
Pendant les quatre-vingt-dix ans qui ont précédé la construction du bâtiment, les collections de la bibliothèque de Yale étaient conservées à la bibliothèque du collège, un édifice de style néogothique situé sur l'ancien campus de Yale (en), maintenant connu sous le nom de Dwight Hall. Construite pour abriter une collection de 40 000 livres dans les années 1840, puis agrandie à Linsly Hall et Chittenden Hall, l'ancienne bibliothèque ne pouvait plus contenir la collection de livres volumineuse de Yale, qui avait atteint plus d'un million de volumes. En 1918, Yale reçut un legs de 17 millions de dollars de John W. Sterling (en), fondateur du cabinet d'avocats new-yorkais Shearman & Sterling, à condition que Yale construise "au moins un édifice durable, utile et d'une grande beauté architecturale",. Considéré comme le plus important legs de toute l'histoire des universités américaines, il a marqué le début d'une période importante de la construction sur le campus central de Yale. En raison de la croissance de la collection de la bibliothèque, l'université a décidé, grâce à ce don, de faire une nouvelle bibliothèque d'une capacité de 3,5 millions de volumes,.
L'architecte Bertram Goodhue, l'architecte d'origine du bâtiment, voulait que la bibliothèque ressemble à l'édifice du capitole de Lincoln, au Nebraska, qu'il avait conçu, avec les livres de la bibliothèque dans une tour proéminente. Lorsque Goodhue mourut en 1924, le projet fut confié à James Gamble Rogers (en), architecte-conseil de l'université. À l'origine, Rogers avait prévu d'équilibrer la bibliothèque avec une chapelle de 5 000 places à l'autre bout de l'axe principal du campus Cross, mais l'absence de financement et la fin des services obligatoires de chapelle en 1926 ont mis fin à ce projet. Au lieu de cela, Rogers a modifié le plan original de la tour de Goodhue. Il a modelé le hall d'entrée de la bibliothèque comme une nef voûtée et a commandé de nombreux vitraux et ornements en pierre pour décorer l'intérieur du bâtiment.
Vingt bâtiments, dont un grand nombre de maisons privées, ont été détruits pour permettre la construction de l'édifice à la superficie de 122 500 pieds carrés (11 380 m2). Bien que les travaux d'excavation aient commencé à l'automne 1927, le chantier de construction n' a pas été entièrement sécurisé avant juillet 1928,.
Pendant que la nouvelle bibliothèque était planifiée et construite, l'université a commencé à solliciter des dons de ses anciens étudiants pour celle-ci. En 1931, la collection s'élevait à près de 2 millions de volumes, dont beaucoup de livres rares et de manuscrits,. Parmi les plus importantes de ces acquisitions se trouve une Bible de Gutenberg donnée par Anna Harkness (en). C'est ainsi que la nouvelle salle des livres rares de la bibliothèque a été placée au centre de ses travaux, ce qui a permis pour la première fois aux étudiants et aux chercheurs de feuilleter les livres les plus précieux de la collection de l'université, fonction qui a été reprise par la suite en partie par la bibliothèque Beinecke de livres rares et manuscrits.
Comme pour une grande partie de la construction de Yale, la nouvelle bibliothèque fut critiquée pour son coût élevé et son allure rétrograde,. William Harlan Hale (en), écrivant dans The Nation, le méprisait comme une "orgie de cathédrale", critiquait l'esthétique de l'édifice et le timide anti-modernisme de l'université. De nombreux étudiants en architecture ont formulé des critiques semblables. Des critiques plus récentes ont loué l'ambition, la beauté et le pragmatisme de l'édifice,,.